# Architectonica taylori
Architectonica taylori is een slakkensoort uit de familie van de Architectonicidae. De wetenschappelijke naam van de soort is voor het eerst geldig gepubliceerd in 1862 door Hanley.